# چیز ویز

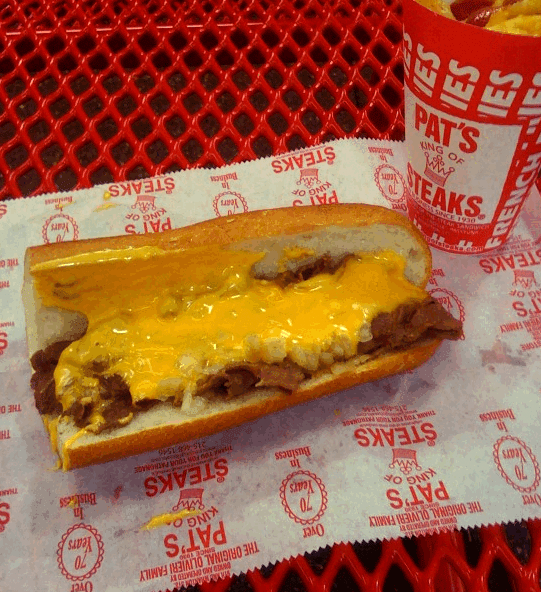
سس چیز ویز

چیز ویز سس پنیر عمل آوری شده غلیظی است که توسط کمپانی کرفت عرضه شده است. این سس اولین بار در سال ۱۹۵۳ به بازار آمد.
این سس زرد رنگ بر روی هات داگ، چیپس ذرت، کرفس، استیک پنیر و دیگر غذاها استفاده می‌شود.